# جوهر سرپایان

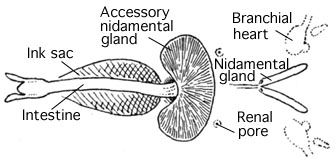
نمای شکمی احشاء Chtenopteryx sicula که محل کیسه جوهر را نشان می‌دهد

جوهر سرپایان جوهری تیره یا درخشانی است که توسط اکثر گونه‌های سرپایان در آب، معمولاً به عنوان سازوکار فرار آزاد می‌شود. همه سرپایان، به استثنای خانوادۀ ملوانکان و Cirrina (اختاپوس‌های اعماق دریا)،  قادر به انتشار جوهر هستند.
این جوهر از کیسه‌های جوهر (که بین آبشش‌ها قرار دارد) آزاد می‌شود و زمانی که آزاد شدن آن با یک جت آب از سیفون همراه باشد، به طور گسترده‌تری پراکنده می‌شود. رنگ تیره آن ناشی از ترکیب اصلی ملانین آن است. هر گونه سرپا جوهری با رنگ‌های متفاوت تولید می‌کند. به طور کلی، اختاپوس‌ها جوهر سیاه تولید می‌کنند، جوهر ماهی مرکب آبی مایل به سیاه است و جوهر اختاپوس سپیداج به رنگ قهوه‌ای است.
تعدادی دیگر از نرم‌تنان آبزی واکنش مشابهی به حمله دارند، از جمله کلاد شکم‌پایان معروف به خرگوش دریایی.

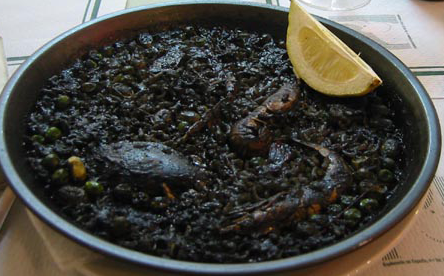
Arròs negre رنگ تیره خود را مدیون جوهر ماهی مرکب است.

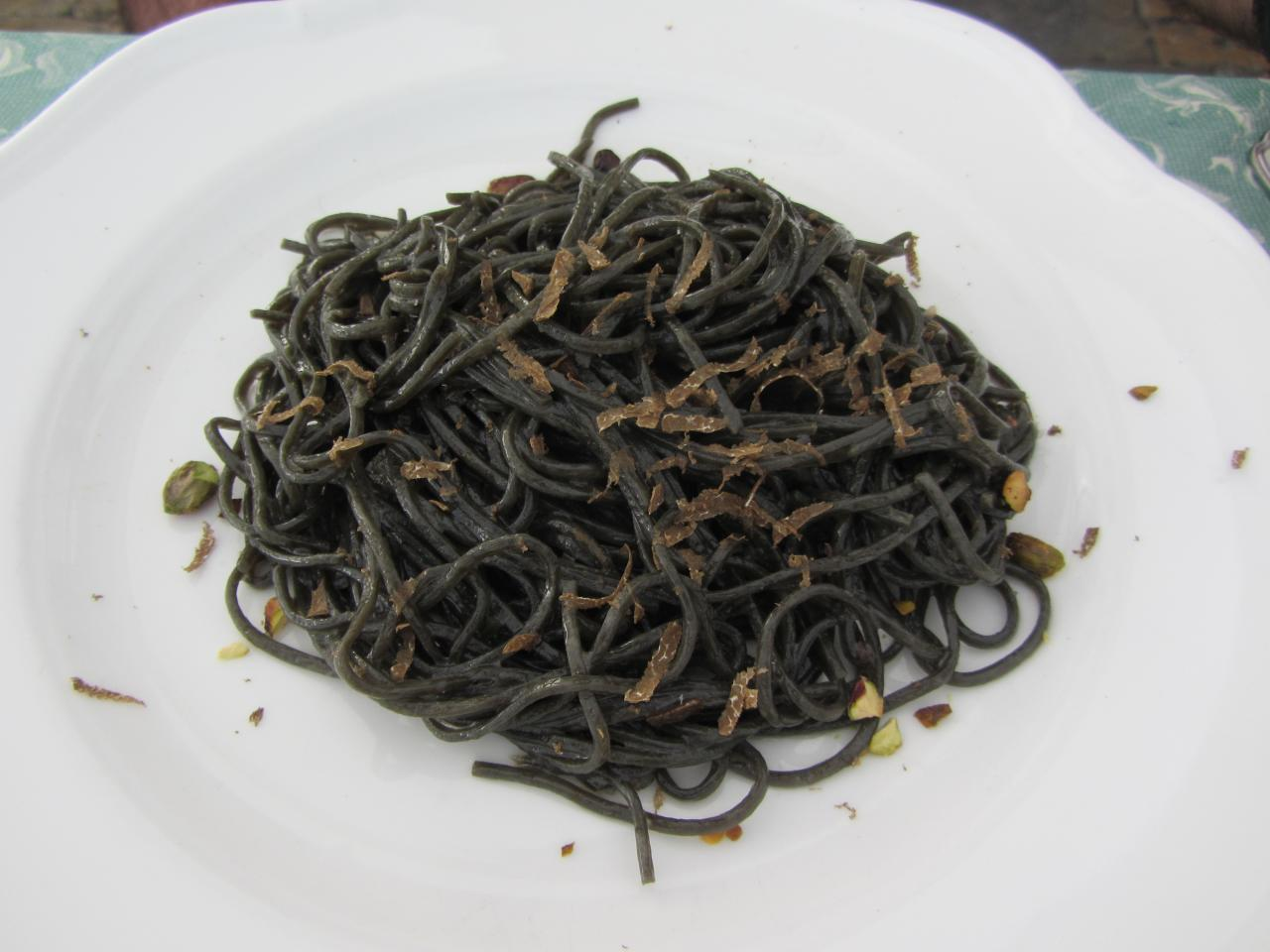
پاستای جوهر ماهی مرکب با ترافل و پسته